# Pauzaniasz z Orestis

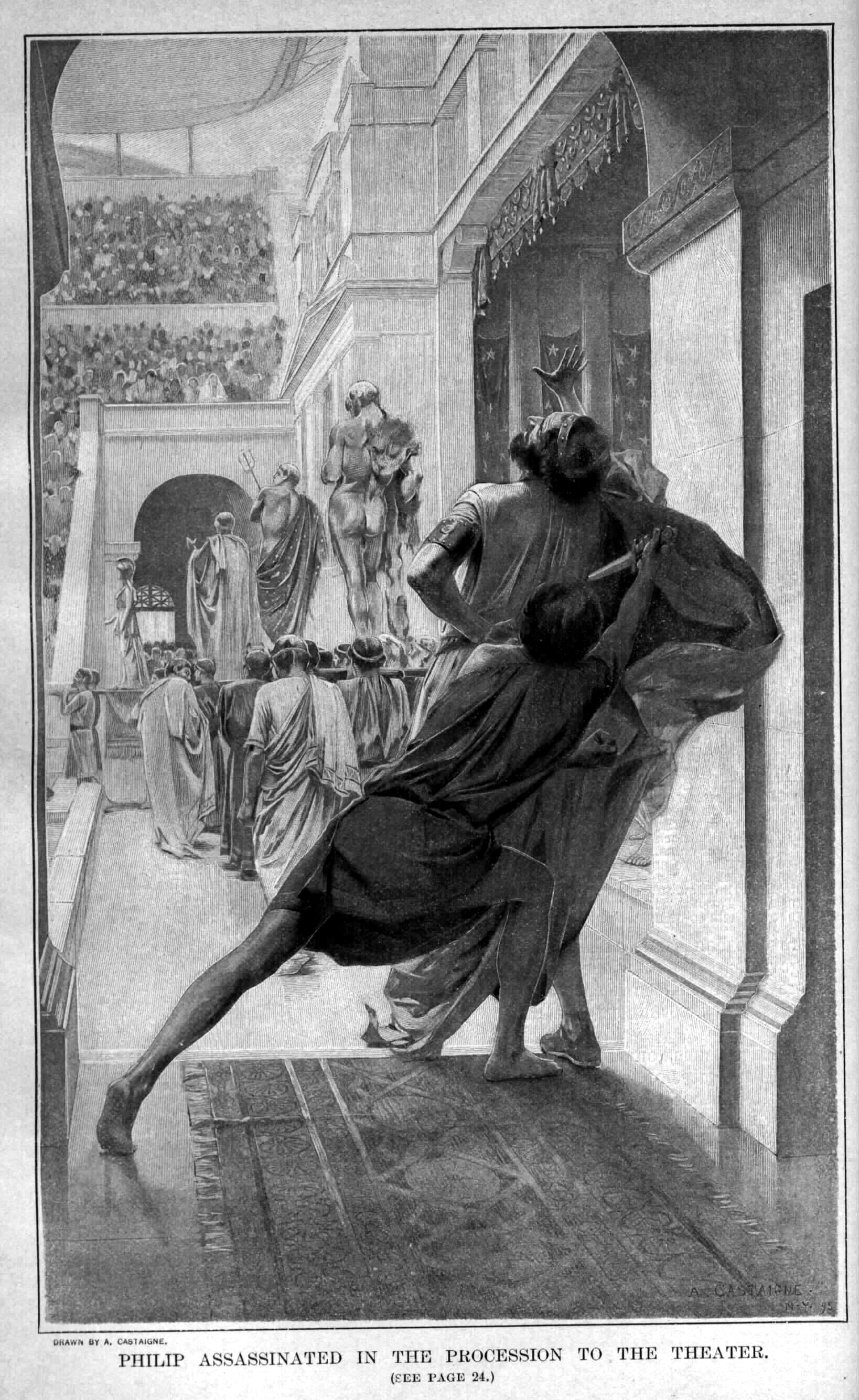

Pauzaniasz z Orestis (zm. 336 p.n.e.) – zabójca króla Macedonii, Filipa II.

## Życiorys
Pochodził ze szlacheckiego rodu macedońskiego z niewielkiego księstwa Orestis. Dostał się do królewskiej straży przybocznej i dzięki swojej urodzie został kochankiem króla Filipa. Po pewnym czasie faworytem króla został jednak inny Pauzaniasz. Dotychczasowy kochanek zrobił nowemu awanturę i doprowadził go do samobójstwa. Jednak ten przed śmiercią opowiedział o wszystkim Attalosowi, wujowi kolejnej żony Filipa – Kleopatry. Attalos postanowił zemścić się na Pauzaniaszu. Zaprosił go na ucztę, gdzie spił młodzieńca i, zależnie od źródeł, sam z gośćmi zgwałcił Pauzaniasza, lub oddelegował do tego czynu swoich mulników. Pauzaniasz poszedł na skargę do króla. Ten jednak nie mógł zrazić sobie Attalosa (wówczas de facto drugiego człowieka w państwie) i zwodził młodzieńca, aż w końcu odrzucił jego skargę, wywołując tym samym gniew i nienawiść Pauzaniasza.
W 336 p.n.e. podczas igrzysk w Ajgaj, które uświetniały ślub córki Filipa, Kleopatry i Aleksandra z Epiru, Pauzaniasz zabił Filipa wbijając w niego miecz. Podczas ucieczki został dogoniony przez kilku arystokratów (Diodor wymienia Leonnatosa, Perdikkasa i Attalosa) i zginął przeszyty oszczepami. Gniew upokorzonego Pauzaniasza został być może wykorzystany przez wrogów Filipa (najczęściej wskazuje się na pierwszą żonę króla Olimpias), którzy namówili go do zabicia władcy. Istnieją pewne podstawy do postawienia tezy o spisku (niewykluczone, że Pauzaniasza zabito tuż po zamachu, by nie mógł wydać, kto go namówił do mordu), ale obecnie ta kwestia jest nie do rozstrzygnięcia. Później syn Filipa - Aleksander Wielki i dwór macedoński twierdzili, że za zabójstwem stał król perski.